# Kappa Club
Pour les articles homonymes, voir Kappa (homonymie).
Kappa Club est la marque d'un voyagiste français fondé en 1984 : la société Versailles Voyages.
Il propose à ses clients des vacances en club mêlant farniente, découverte de la destination, rencontre avec la population et animations.

## Histoire
La marque Kappa Club a été créée le 7 juin 1984 par le groupe Chorus. Après la fusion en 1993 de Chorus et Sotair, filiale tourisme d'Air France gérant la marque Jet Tours, Kappa Club est rachetée par le groupe Accor. Avec un premier club implanté en Grèce, la marque prétend « coupler vacances chic et vacances culturelles ». 
En 2010 une page se tourne avec le rachat de Kappa Club par le voyagiste Boomerang Voyages destiné aux professionnels du tourisme. En phase de test, un premier club est déployé trois ans plus tard durant la saison hivernale à l'île Maurice pour roder le concept et optimiser les prochaines ouvertures. S'ensuivent trois nouvelles implantations dans les Caraïbes (République Dominicaine), en Asie et en Amérique centrale (Mexique).  
Au début de l'année 2015, Kappa Club compte 13 clubs et développe sa première brochure. La marque se fixe alors l'objectif d'ouvrir 30 clubs d'ici 2018.
En 2017, Olivier Kervella, PDG du holding NG Travel annonce son intention de développer le groupe en Italie « avant la fin de l'année ». À la mi année, le groupe administre 15 clubs. Le voyagiste met en avant dans sa communication les activités interactives qu'il propose à ses clients : expériences en réalité virtuelle dans dix de ses clubs, prêt de tablettes tactiles ou initiation au pilotage de drones.  Dans le même temps, la marque lance Kappa'Lib, un chauffeur privé avec participation qui sera reversée à une association caritative locale.
En 2018, Kappa Club ouvre de nouveaux clubs avec une prédilection pour les long-courriers : Curaçao, Oman, Asie du Sud-Est,.

## Concept actuel
Depuis 2017, Kappa Club affirme proposer une formule all-inclusive qui met l'accent sur la rencontre avec la population locale, l'évasion et l'authenticité, et combiner de façon souple les concepts de « club de vacances » et de « club de voyage »,. Le voyagiste propose par exemple des repas chez l'habitant à l'île Maurice, Bali ou Zanzibar ou des sorties locales (visites de temples, de marchés). 

### Sources
1. ↑  https://www.societe.com/bilan/versailles-voyages-589806462201712311.html
2. ↑  « Versailles Voyages », sur www.societe.com (consulté le 12 juillet 2019)
3. ↑  Dominique Gobert, « NG Travel : sortie d'une brochure Boomerang et relance des Clubs Coralia », sur TourMaG.com, 7 février 2016
4. ↑  « Les Kappa Clubs font leur retour - L'Echo Touristique », L'Echo Touristique,‎ 24 novembre 2010 (lire en ligne, consulté le 1er août 2018)
5. ↑  « Iléatours/Boomerang déploie les Kappa Clubs - L'Echo Touristique », sur L'Echo Touristique, 19 juin 2013 (consulté le 1er août 2018)
6. ↑  « Les Kappa Clubs inventent les vacances du XXIe siècle », sur Easyvoyage.com, 25 septembre 2013 (consulté le 13 septembre 2018)
7. ↑  Geneviève BIEGANOWSKI, « Kappa Clubs : NG Travel vise 65 000 clients en 2015 », sur TourMaG.com, 10 février 2015 (consulté le 1er août 2018)
8. ↑  « Kappa Clubs : NG Travel projette d'ouvrir 30 établissements d'ici 2018 », sur TourMaG.com, 20 octobre 2015 (consulté le 1er août 2018)
9. ↑  « Hôtels-clubs : NG Travel (Kappa) va s’implanter sur le marché italien », sur Le Quotidien du tourisme, 19 janvier 2017 (consulté le 21 août 2018)
10. 1 2  « Tourisme : Kappa Club affiche ses ambitions – Entreprendre.fr », sur www.entreprendre.fr (consulté le 21 août 2018)
11. ↑  « Kappa Club propose des activités en réalité virtuelle », sur TourMaG.com, 15 juin 2017 (consulté le 21 août 2018)
12. 1 2  « Réalité virtuelle, appli, drones… Kappa Club la joue techno cet été », Quotidien du tourisme,‎ 16 juin 2017 (lire en ligne, consulté le 27 août 2018)
13. ↑  « Chauffeur privé : Kappa Club lance le concept Kappa lib », sur TourMaG.com, 10 mars 2017 (consulté le 29 août 2018)
14. ↑  « Fort du succès des Kappa Clubs, Boomerang veut s’imposer dans le circuit », sur lechotouristique.com, L'Écho touristique, 19 janvier 2018
15. ↑  « Kappa Club s’installe sur l’île de Curaçao - L'Echo Touristique », L'Echo Touristique,‎ 19 juillet 2018 (lire en ligne, consulté le 27 août 2018)
16. ↑  « Que faire à Oman : 10 raisons de visiter la cité des 1001 nuits - Elle », Elle.fr,‎ 22 mai 2018 (lire en ligne, consulté le 27 août 2018)
17. ↑  « Kappa Club : ouverture de 3 nouveaux clubs en Asie du Sud-est », TourMaG.com, 11 juin 2018 (consulté le 27 août 2018)
18. ↑  Florian De Paola, « Kappa ajoute 3 clubs en Asie du sud-est », sur lechotouristique.com, L'Écho Touristique, 12 juin 2018 (consulté le 13 septembre 2018)
19. ↑  « Comment Kappa compte rivaliser avec Club Med », Challenges,‎ 8 juin 2017 (lire en ligne, consulté le 21 août 2018)
20. ↑  La Rédaction, « Zanzibar, Maurice, Bali : Kappa Club lance les repas chez l’habitant », TourMaG.com, 1er journal des professionnels du tourisme francophone,‎ 20 décembre 2016 (lire en ligne, consulté le 24 août 2018)
21. ↑  « On a testé le Kappa Club de Thaïlande - L'Echo Touristique », L'Echo Touristique,‎ 7 février 2016 (lire en ligne, consulté le 27 août 2018)